# Tina Alarcón
Florentina de Alarcón Hita, más conocida como Tina Alarcón, (Granada, 17 de marzo de 1942) es una periodista y guionista española. Fue fundadora de la Asociación de Asistencia a Mujeres Violadas (CAVAS) y de la Fundación Mujeres. Defensora de los derechos de las mujeres, contribuyó a conseguir la primera reforma del Código penal para que la violación fuera considerada un delito contra la libertad sexual, en 1989.

## Trayectoria
Bisnieta del escritor Pedro Antonio de Alarcón, estudió la rama de Historia de la carrera de Filosofía y Letras en la Universidad de Granada. Ganó un premio de poesía, lo que le permitió mudarse a Madrid en 1968. Su vida en la capital fue un punto de inflexión en su militancia feminista. Acudía a la Librería de Mujeres, donde conoció a figuras relevantes del movimiento feminista cuando todavía se organizaba en la clandestinidad.
Fue guionista de los programas infantiles de Televisión Española como Barrio Sésamo (1979), Destino Plutón (1980) y Los mundos de Yupi (1988). En Barrio Sésamo, Alarcón fue directora de guiones, además de crear el personaje de Espinete, el mítico puercoespín rosa. También trabajó como periodista y guionista en los programas El museo imaginario, La tortuga perezosa y Estudio loco. Colaboró con el realizador Chicho Ibáñez Serrador en los programas Los premios nobel e Historias para no dormir.
En 1986, fundó la Asociación de Asistencia a Mujeres Violadas (CAVAS) con el objetivo de luchar por la erradicación de la violencia sexual en mujeres y menores. Desde ese año, empezaron a ofrecer atención psicosocial y asistencia jurídica a las mujeres víctimas de agresiones sexuales en la Comunidad de Madrid, un servicio que prestaron hasta 2009. En los primeros años, detectaron que uno de los principales problemas era que se denunciaban muy pocas violaciones en relación con el número de delitos que se producían. CAVAS hizo campañas de concienciación y apariciones constantes en los medios de comunicación. De las 211 denuncias que se presentaron en Madrid en 1984, se pasó a 403 en 1991.
Uno de los mayores logros de la asociación, junto con más colectivos de mujeres, fue la publicación de la Ley Orgánica 3/1989 de actualización del Código penal. Los delitos contra la honestidad pasaron a ser delitos contra la libertad sexual. El delito de violación también pasó a aplicarse a la penetración anal y bucal y no sólo la vaginal. Además, también se tipificó la violación a hombres.
En los primeros años de la existencia de CAVAS, Alarcón consideraba que denunciar una violación era un riesgo en caso de que no se creyera o se culpabilizara a las víctimas. En ese sentido, llevaron a cabo formación sobre violencia contra la mujer en la Policía Nacional y la Guardia Civil. También consiguieron que se creara el Grupo Tercero de la Policía Judicial en Madrid, encargado única y exclusivamente de los delitos contra la libertad sexual.
En 1994, fue una de las personas que creó la Fundación Mujeres, organización de la que fue presidenta entre 2014 y 2021. En la actualidad, es vocal del patronato de la misma fundación.

## Obras

### Libros
- Los orígenes de la leyenda negra (1978)
- Grandes enigmas históricos españoles (1979)
- El proceso, Franz Kafka (1984, traducción y prólogo)
- La metamorfosis. Informe para una academia (1983, estudio preliminar y traducción)